# Apogonia
Apogonia es un género de escarabajos.  Algunos son plagas de los árboles de durio.